# Hillsboro (Wisconsin)
Hillsboro ist eine Stadt (mit dem Status „City“) im Vernon County  im US-amerikanischen Bundesstaat Wisconsin. Im Jahr 2010 hatte Hillsboro 1417 Einwohner.
Viele Vorfahren der Einwohner von Hillsboro waren Einwanderer aus Böhmen, weshalb die Bürger ihre Stadt gern auch als Czech Capital of Wisconsin bezeichnen.

## Geografie
Hillsboro liegt im Südwesten Wisconsins am westlichen Arm des Baraboo River, einem Nebenfluss des in den Mississippi mündenden Wisconsin River. Der am Mississippi gelegenen Schnittpunkt der drei Bundesstaaten Minnesota, Iowa und Wisconsin liegt 90 km westlich. 
Hillsboro liegt in der Driftless Area genannten eiszeitlich geformten Region, die sich über das südöstliche Minnesota, das südwestliche Wisconsin, das nordöstliche Iowa und das äußerste nordwestliche Illinois erstreckt. Bei der letzten Eiszeit, der so genannten Wisconsin Glaciation, blieb die Region eisfrei, sodass sich die Flusstäler auch während dieser Zeit tiefer in das Plateau einschneiden konnten.
Die geografischen Koordinaten von Hillsboro sind 43°39′08″ nördlicher Breite und 90°20′38″ westlicher Länge. Das Stadtgebiet erstreckt sich über eine Fläche von 3,65 km². 
Nachbarorte von Hillsboro sind Kendall (20,5 km nördlich), Elroy (14,7 km nordöstlich), Union Center (8,4 km ostnordöstlich), Wonewoc (11,4 km östlich), Cazenovia (26,4 km südöstlich), Yuba (18 km südwestlich) und Dilly (8,8 km westlich).
Die nächstgelegenen Großstädte sind Green Bay am Michigansee (253 km nordöstlich), Wisconsins größte Stadt Milwaukee (252 km ostsüdöstlich), Wisconsins Hauptstadt Madison (127 km südöstlich), Rockford in Illinois (235 km südsüdöstlich), die Quad Cities in Illinois und Iowa (269 km südlich), Cedar Rapids in Iowa (272 km südsüdwestlich), Rochester in Minnesota (208 km westnordwestlich) und die Twin Cities in Minnesota (325 km nordwestlich).

## Geschichte
Der Name Hillsboro geht auf die Familie Hill zurück, die als erste Weiße um 1850 die Gegend besiedelten. Weitere – überwiegend deutsche und tschechische – Einwanderer folgten wenig später. Noch heute wird deshalb alljährlich das Festival Cesky Den veranstaltet. 
Weitere Einwanderergruppen waren Afroamerikaner nach dem Bürgerkrieg sowie einige Amische, die Landwirtschaft in und um Hillsboro betrieben.

## Verkehr
In Hillsboro treffen die Wisconsin Highways 33, 80 und 82 zusammen. Alle weiteren Straßen sind untergeordnete Landstraßen, teils unbefestigte Fahrwege sowie innerörtliche Verbindungsstraßen.
In Hillsboro befindet sich der nordwestliche Endpunkt des Hillsboro State Trail, ein auf der Trasse einer ehemaligen Eisenbahnstrecke verlaufender Rail Trail für Wanderer und Radfahrer. Im Winter kann der Wanderweg auch mit Schneemobilen befahren werden.
Im Nordwesten des Stadtgebiets befindet sich mit dem Joshua Sanford Field ein kleiner Flugplatz. Die nächsten Verkehrsflughäfen sind der La Crosse Regional Airport (95,8 km westnordwestlich), der Dubuque Regional Airport in Dubuque, Iowa (168 km südlich) und der Dane County Regional Airport in Madison (137 km südöstlich).

## Bevölkerung
Nach der Volkszählung im Jahr 2010 lebten in Hillsboro 1417 Menschen in 587 Haushalten. Die Bevölkerungsdichte betrug 388,2 Einwohner pro Quadratkilometer. In den 587 Haushalten lebten statistisch je 2,41 Personen. 
Ethnisch betrachtet setzte sich die Bevölkerung zusammen aus 98,0 Prozent Weißen, 0,2 Prozent Afroamerikanern, 0,3 Prozent Asiaten sowie 0,4 Prozent aus anderen ethnischen Gruppen; 1,1 Prozent stammten von zwei oder mehr Ethnien ab. Unabhängig von der ethnischen Zugehörigkeit waren 2,3 Prozent der Bevölkerung spanischer oder lateinamerikanischer Abstammung. 
26,9 Prozent der Bevölkerung waren unter 18 Jahre alt, 54,7 Prozent waren zwischen 18 und 64 und 18,4 Prozent waren 65 Jahre oder älter. 51,9 Prozent der Bevölkerung war weiblich.
Das mittlere jährliche Einkommen eines Haushalts lag bei 35.958 USD. Das Pro-Kopf-Einkommen betrug 20.085 USD. 18,6 Prozent der Einwohner lebten unterhalb der Armutsgrenze.

## Bekannte Bewohner
- Marc Andrew Mitscher (1887–1947), Marineflieger und Admiral, geboren in Hillsboro